# Jenseits – Bist du schwul oder bist du Türke?
Jenseits – Bist du schwul oder bist du Türke? ist ein Theaterstück von Nurkan Erpulat und Tunçay Kulaoğlu aus dem Jahr 2008, das sich semidokumentarisch mit Homosexualität unter jungen türkischen Migranten in Deutschland beschäftigt. 

## Aufführungsgeschichte
Seine Erstaufführung hatte Jenseits – Bist du schwul oder bist du Türke? im Mai 2008 beim Beyond Belonging Festival im Hebbel am Ufer unter der Regie Erpulats. Es folgten weitere Aufführungen am HAU. Im Dezember 2008 gab es im Ballhaus Naunynstraße eine Wiederaufnahme des Stücks.

## Entstehung
Erpulat machte die Erfahrung, dass zwei eigentlich stigmatisierende Eigenschaften mit den ihnen anhaftenden Klischees (Türke: Macho, fünf Kinder, Gewalt gegen Frauen, nach Schweiß und Knoblauch riechend & Schwuler: friedlich, kultiviert) sich in Berlin gegenseitig aufheben und sogar zu einem kleinen Plus werden („Minus mal Minus macht Plus“), was mithilft, eher von Deutschen akzeptiert zu werden. Aus dieser Erfahrung heraus erarbeitete er mit Kulaoğlu das Stück. Erpulat interviewte 14 schwule Männer türkischer Herkunft, von denen sich die meisten auf die Frage im Untertitel für eine der beiden Optionen entschieden. Aus dem Material wurden fünf Gespräche ausgewählt und für die Bühne bearbeitet. Authentische Erlebnisse werden in Szene gesetzt und vom Regisseur weitergesponnen.

## Inhalt
Das Stück über die Identitätsdifferenz zwischen dem Schwul- und Türke-Sein versucht ein neues Licht auf den Diskurs über die Zugehörigkeit zur Mehrheitsgesellschaft zu werfen und hinterfragt das Selbstverständnis der Dargestellten, deren Selbstbehauptungsräume nicht in herkömmliche Identitätsmuster passen. Für die Figuren beginnt das Stück vor einer Himmelspforte, wo eine Art Stewardess nur eines von ihnen wissen will: Schwul oder Türke? Nur eine Option ist möglich.

## Wirkung
Das Stück erregte Aufmerksamkeit. Rundfunksender berichteten in Kultursendungen über das Projekt. Zeitungen wie die tageszeitung oder Bild nahmen das Stück vor allem zum Anlass, Homosexualität unter Migranten und damit zusammenhängende Phänomene zu thematisieren.

## Einzelbelege
1. ↑  Michaela Schlagenwerth: Nurkan Erpulats Stück über schwule Türken, tip-berlin.de, 1. Dezember 2008 & tip 25/08
2. ↑  Johanna Lühr: Dann bist du draußen, Der Tagesspiegel, 4. Mai 2008
3. ↑  Philip Eicker:  Kind im Darkroom (Memento vom 4. April 2016 im Internet Archive), Hinnerk 12/2008
4. 1 2  Alke Wierth: Tagesthema Homophobie und Migranten: "Schwule Türken stinken nicht nach Knoblauch". In: Die Tageszeitung: taz. 1. Dezember 2008, ISSN 0931-9085 (taz.de [abgerufen am 11. März 2023]).
5. ↑  radioeins.de (Seite nicht mehr abrufbar, festgestellt im April 2018. Suche in Webarchiven)
6. ↑  Podcast.de: Jenseits – Bist du schwul oder bist du Türke? (Seite nicht mehr abrufbar, festgestellt im Februar 2017. Suche in Webarchiven)